# Marceline Loridan-Ivens
Marceline Loridan-Ivens, nascuda Marceline Rozenberg (Épinal, 19 de març de 1928-París, 18 de setembre de 2018), va ser una cineasta i escriptora francesa.

## Biografia
Marceline Rozenberg va néixer al poble d'Épinal al departament de Vosges, a l'antiga regió de Lorena. Els seus pares, polonesos jueus, havien emigrat a França el 1919. En començar la Segona Guerra es van instal·lar a Valclusa i Marceline va entrar en la resistència contra els alemanys. Capturada per la Gestapo, juntament amb el seu pare, Szlama Rosenberg (nascut el 1901), va ser enviada a Auschwitz-Birkenau —va ser en el comboi 71 del 13 d'abril de 1944, juntament amb Simone Veil. Szlama Rosenberg va morir allí. Després, Marceline va ser presonera a Bergen-Belsen i finalment va ser portada al camp de concentració de Theresienstadt.
El camp va ser alliberat pels soviètics, el 10 de maig de 1945. Es va casar i es va divorciar de seguida. Es va unir al PCF el 1955 però se'n va donar de baixa el 1956. A partir de llavors es va tractar amb autors anomenats filòsofs o sociòlegs desviacionistes com Henri Lefebvre i Edgar Morin.
La data fonamental per al seu treball és l'any 1963, quan es va casar amb el director de cinema documental neerlandès Joris Ivens (1898-1989) del qual la separaven trenta anys. Va participar en els seus films i van fer una sèrie de pel·lícules junts.
El 1976, durant l'anomenada Revolució Cultural de Mao, Joris Ivens i Marceline Loridan van treballar a la Xina: Comment Yukong déplaça les montagnes. al qual va ser una de les principals protagonistes.
Es considera que és una de les primeres filmacions de la deportació jueva durant la Segona guerra. Finalment el 2003, va realitzar en solitari (el seu marit havia mort) el film La Petite Prairie aux bouleaux, amb Anouk Aimée, inspirada en el seu recorregut pels camps; el títol tradueix el terme polonès Brzezinka, que s'havia germanitzat com Birkenau.
És autora de dos relats: Ma vie balagan i Et tu n'es pas revenu (2015).

## Filmografia parcial

### Directora
- Algérie, année zéro, 1962, Documental realitzat amb Jean-Pierre Sergent
- Le 17e parallèle, 1968, Documental realitzat amb Joris Ivens
- Comment Yukong déplaça les montagnes (Une histoire de ballon, lycée n° 31 Pékin), curt (19 min) realitzata amb Joris Ivens
- Comment Yukong déplaça les montagnes, 1976, Documental realitzat amb Joris Ivens
- Les Kazaks, 1977, Documental realitzat amb Joris Ivens
- Les Ouigours, 1977, Documental realitzat amb Joris Ivens
- Une histoire de vent, 1988, Documental-ficció realitzat amb Joris Ivens
- La Petite Prairie aux bouleaux, 2002, guió seu.

### Actriu
- Chronique d'un été, 1961, de Jean Rouch i Edgar Morin
- Peut-être, 1999, de Cédric Klapisch
- Les Bureaux de Dieu, 2008, de Claire Simon

## Llibres
- Ma vie balagan, 2008, París, Robert Laffont, 2008 ISBN 978-2-221-10658-7, amb la periodista Élisabeth D. Inandiak,
- Et tu n'es pas revenu, 2015, París, Grasset, amb Judith Perrignon.
- L'amour après, 2017, París, Grasset, continuació de Et tu n'es pas revenu, amb Judith Perrignon.

## Premis
- César al millor curtmetratge documental, per Une histoire de ballon, lycée n° 31 Pékin
- Prix de l’Académie Lilas, 2015
- Prix Jean-Jacques Rousseau de autobiografía, per Et tu n'es pas revenu (Grasset), 2015